# Ångermanälven
Az 'Ångermanälven Észak-Svédország egyik legnagyobb és legbővebb vizű folyója.

## Nevének etimológiája
Neve a régi svéd nyelv anger (fjord, tengeröböl) szavából ered. A folyó torkolatát jelölő név húzódott át az egész vízfolyásra (svédül älv), majd a környező történelmi tartományra is.

## Földrajzi leírása
Az Ångermanälven forrásai a Skandináv-hegység keleti oldalán, Lappföld déli részén vannak, Västerbotten megye területén. Vilhelmina és Åsele községeken át éri el Västernorrland megyét és a történelmi Ångermanland tartományt, ahol a Botteni-öbölbe torkollik.
A folyót szinte egész hosszában, a zuhogók energiáját kiaknázandó vízerőművekkel építették ki. A legjelentősebbek ezek közül: Nämforsen, Moforsen, Forsmoforsen, Nässundforsen és a Granvågsforsen.
Legfontosabb mellékfolyói a Vojmån, a Fjällsjöälven és a Faxälven. 
Nyland alatt a folyó széles tölcsértorkolatot képez, amin két híres híd ível át, a Sandö-híd és Högakusten-híd. Ez a torkolat tulajdonképpen egy fjord-szerű tengeröböl, 100 méteres mélységgel, amit a tengerpart közelében egy mindössze 10 méter mély küszöb zár el. 

## Történelme
Az 1300-as évek végén épült a folyó alsó szakaszán Styresholm erődje, ahonnan az északi területek igazgatását igyekeztek ellátni. Ezért a folyót régebben Styrån-nak („Kormányzó-folyó”) is hívták.
Juselétől lefelé a folyó völgyét gyakran Ådalennak (egyszerűen „folyóvölgy”) is nevezik. Ez a táj több alkalommal jelentős szerepet kapott a svéd történelemben és a munkásmozgalomban, illetve az irodalomban és filmművészetben. 1931-ben itt a rendőrség és a katonaság a sztrájkoló munkások közé lőtt, a sortűznek öt áldozata lett.

## Fordítás
- Ez a szócikk részben vagy egészben a Ångermanälven című svéd Wikipédia-szócikk ezen változatának fordításán alapul.  Az eredeti cikk szerkesztőit annak laptörténete sorolja fel. Ez a jelzés csupán a megfogalmazás eredetét és a szerzői jogokat jelzi, nem szolgál a cikkben szereplő információk forrásmegjelöléseként.